# Ibo (Schlagersänger)

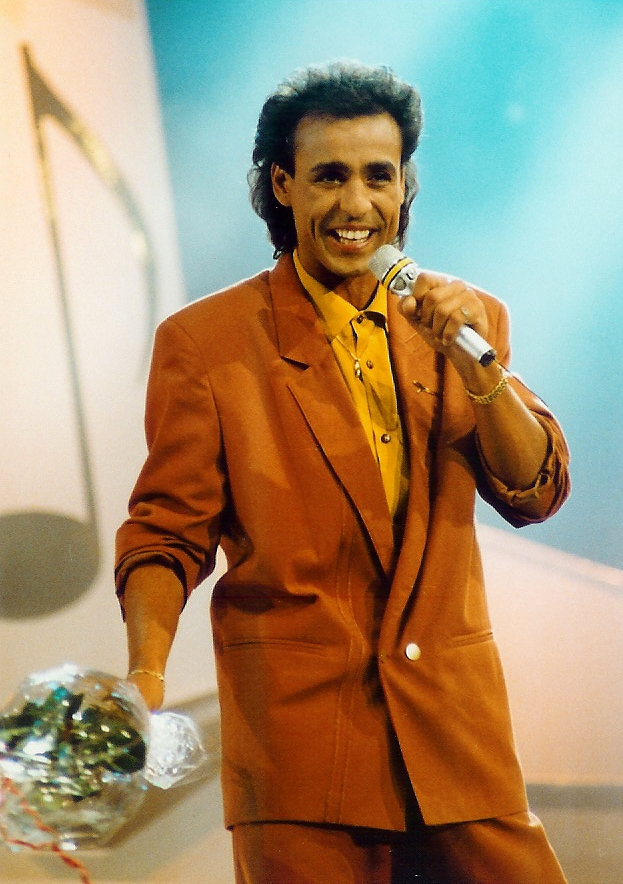
Ibo, 1989

Ibo, bürgerlich Ibrahim Bekirović (* 22. Juli 1961 in Skopje, Jugoslawien; † 18. November 2000 in St. Pankraz, Österreich), war ein deutscher Schlagersänger.

## Leben
Bekirović war seit Ende der 1970er Jahre hauptberuflich als Musiker tätig. 1983 nahm er seine erste Schallplatte (Verlang ich zuviel) auf, die bereits ein mittelgroßer Erfolg wurde. Er verwendete als Künstlernamen nur seinen abgekürzten Vornamen Ibo, teilweise auch IBO geschrieben.
1985 hatte er seinen ersten großen Hit mit Ibiza. Damit war er in zahlreichen Musiksendungen im Fernsehen zu Gast. Es folgten weitere Schlager, so dass er bald zu den erfolgreichsten Schlagerstars der 1980er Jahre gehörte.
1996 nahm Ibo an der deutschen Vorentscheidung zum Eurovision Song Contest teil. Mit seinem Lied Der liebe Gott ist ganz begeistert konnte er den fünften Platz unter insgesamt zehn Teilnehmern belegen.
Seine Songwriter Mick Hannes und Walter Gerke kamen von der Gruppe Franz K. In seiner Liveband spielten u. a. Alex Schwers von der Punkband Hass und Gregor Kerkmann.
Am 18. November 2000 starb Ibo bei einem unverschuldeten Autounfall auf der Rückfahrt nach einem Auftritt in Österreich, als sein Wagen von einem Lkw gerammt wurde.
Ibo war verheiratet mit Diana; der Ehe entstammen die 1991 geborenen Zwillingstöchter. Er lebte bis zu seinem Tod in Gladbeck, wo er auch beigesetzt wurde. Vorher lebte er in  Monheim am Rhein.
Sein Wohnort im Ruhrgebiet brachte ihn auch in Kontakt mit dem FC Schalke 04. Seine Hymne auf den Verein – „Blau und Weiß“ – erfreut sich bis heute großer Beliebtheit in der Fangemeinde des Clubs. Die Liedzeilen wurden auch schon des Öfteren in imposante Choreographien während bzw. vor den Spielen der „Königsblauen“ integriert.

## Diskografie
Studioalben

| Jahr | Titel              | Höchstplatzierung, Gesamtwochen, AuszeichnungChartplatzierungen (Jahr, Titel, Platzierungen, Wochen, Auszeichnungen, Anmerkungen) | Höchstplatzierung, Gesamtwochen, AuszeichnungChartplatzierungen (Jahr, Titel, Platzierungen, Wochen, Auszeichnungen, Anmerkungen) | Höchstplatzierung, Gesamtwochen, AuszeichnungChartplatzierungen (Jahr, Titel, Platzierungen, Wochen, Auszeichnungen, Anmerkungen) | Anmerkungen                              |
| Jahr | Titel              | DE | AT | CH | Anmerkungen                              |
| ---- | ------------------ | --- | --- | --- | ---------------------------------------- |
| 1986 | Ibiza              | — | — | — | Erstveröffentlichung: 17. Februar 1986   |
| 1989 | Schlaflose Nächte  | DE86 (2 Wo.)DE | — | — | Erstveröffentlichung: 31. Juli 1989      |
| 1990 | Sowieso            | — | — | — | Erstveröffentlichung: Oktober 1990       |
| 1993 | Mit offenen Karten | — | AT31 (3 Wo.)AT | — | Erstveröffentlichung: 1. Januar 1993     |
| 1994 | 1 Uhr nachts       | — | AT33 (3 Wo.)AT | — | Erstveröffentlichung: 15. September 1994 |
| 1996 | Alles oder nichts  | — | AT19 (10 Wo.)AT | — | Erstveröffentlichung: 11. März 1996      |
| 1998 | Volles Programm    | DE84 (1 Wo.)DE | — | — | Erstveröffentlichung: 20. April 1998     |
| 2000 | Ich zuerst         | — | — | — | Erstveröffentlichung: 28. August 2000    |